# Guilherme I da Apúlia
Guilherme I de Altavila (antes de 1010 — 1046), conhecido como Guilherme Braço de Ferro (em francês: Guillaume Bras-de-fer, em italiano: Guglielmo Braccio di Ferro, e em siciliano: Gugghiermu Vrazzu di Ferru), foi um aventureiro normando que fundou as fortunas da família Altavila. Um dos doze filhos de Tancredo de Altavila, viajou para o Mezzogiorno com seu irmão mais novo Drogo na primeira metade do século XI (c.1035), em resposta a pedidos de ajuda feitos por colegas normandos sob Rainulfo Drengoto, conde de Aversa.

## Biografia
Entre 1038 e 1040, ele e outros normandos lutaram na Sicília, juntamente com os lombardos, como mercenários para o Império Bizantino contra os sarracenos. Foi lá que ganhou o apelido de "Braço de Ferro" por matar, sozinho, o emir de Siracusa durante uma investida no cerco da cidade. Quando o general bizantino Jorge Maniaces humilhou publicamente o líder de Salerno, Arduíno, os lombardos se afastaram da campanha, juntamente com os normandos e o contingente da guarda varegue. Após Maniaces ser chamado a Constantinopla, o novo Catapanato da Itália, Miguel Dociano, nomeou Arduíno o governante de Melfi. Melfi, no entanto, logo se juntou a outros lombardos apúlios em uma revolta contra o domínio bizantino, em que foram apoiados por Guilherme e os normandos. Os bizantinos, no entanto, conseguiram comprar os líderes nominais da revolta — primeiro Arnulfo, irmão de Landulfo II de Benevento, e depois Argiro. Em setembro de 1042, os normandos elegeram seu próprio líder, ignorando Arduíno. A revolta, originalmente lombarda, tornou-se normal em caráter e liderança.
Guilherme foi eleito pelos normandos como seu conde após a deserção de Argiro. Ele e os outros líderes, o principal deles Drogo e Pedro, pediu a Guaimário IV, príncipe de Salerno, o reconhecimento de suas conquistas. Eles receberam as terras ao redor de Melfi como um feudo e proclamaram Guaimário "Duque da Apúlia e da Calábria". Em Melfi, em 1043, Guaimário dividiu a região (exceto Melfi para si) em doze baronias para o benefício dos líderes normandos: Ascletino recebeu Acerenza, Tristão recebeu Montepeloso, Hugo Tuboeuf recebeu Monopoli, Pedro recebeu Trani, e Drogo recebeu Venosa. O próprio Guilherme, predominante entre os líderes normandos, recebeu o senhorio de Ascoli. Ele era casado com Guida, filha de Gui, duque de Sorrento, e sobrinha de Guaimário.

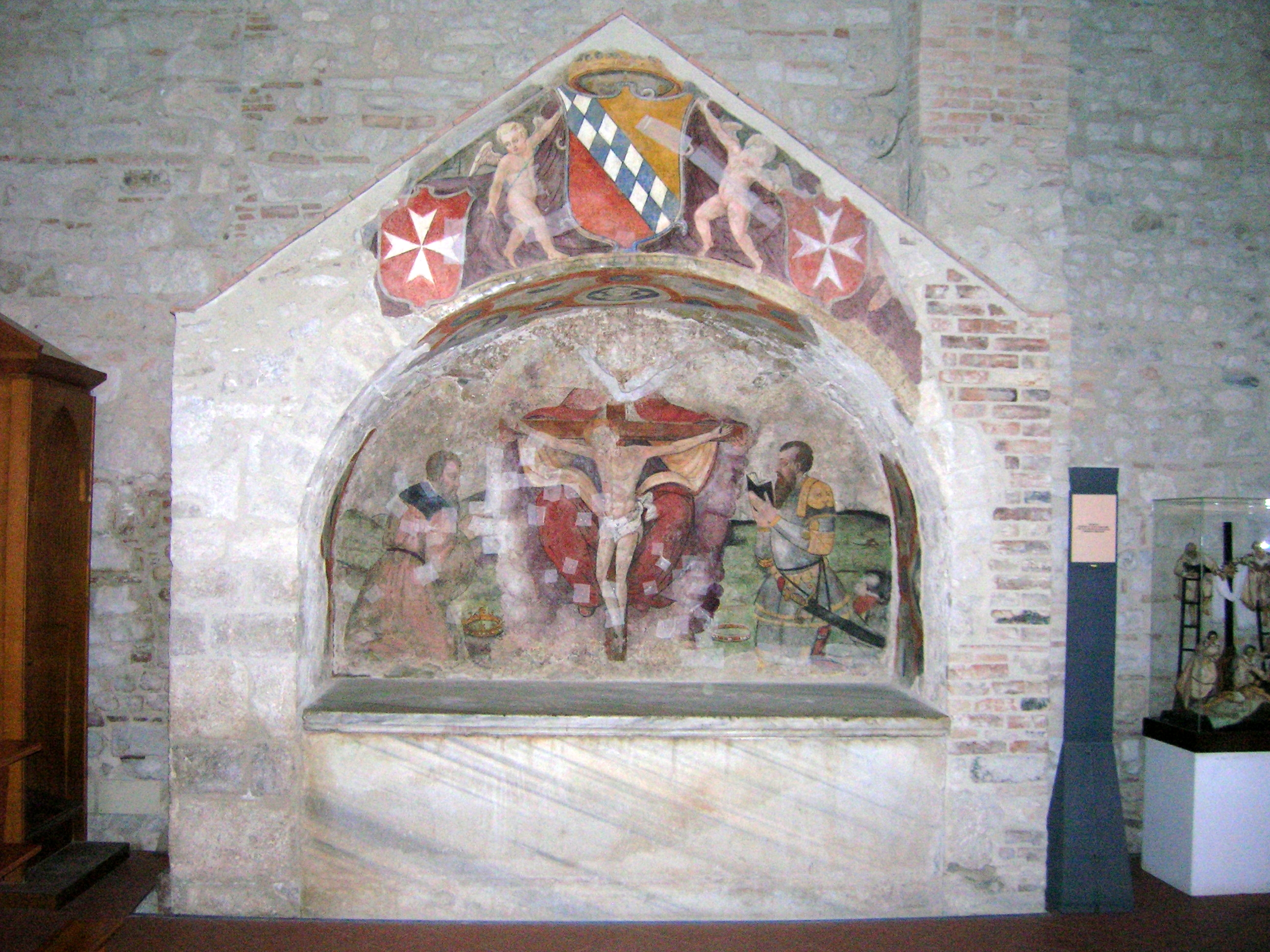
Tumba dos Altavila, Abadia da Santíssima Trindade, Venosa

Durante o seu reinado, Guilherme e Guaimário começaram a conquista da Calábria em 1044 e construíram o grande castelo de Stridula, provavelmente perto de Squillace. Em 1045, ele foi derrotado perto de Taranto por Argiro. Morreu no início de 1046 e foi sucedido por seu irmão Drogo. Seus títulos não foram confirmados pelo sacro imperador romano. Drogo seria legalmente chamado de "Conde dos normandos em toda Apúlia e Calábria" (Comes Normannorum totius Apuliae e Calabriae), e assim Guilherme é geralmente da mesma forma intitulado.